# Saison 1989-1990 du Football Club de Mulhouse
Maillots
La saison 1989-1990 du Football Club de Mulhouse, ou FC Mulhouse, a vu le club participer au Championnat de France de football 1989-1990, dont ils finiront à la 20e place. C'est l'une des deux seules saisons où le FC Mulhouse a évolué dans un championnat supérieur à celui du RC Strasbourg, son rival alsacien. C'est la dernière saison jouée en première division nationale pour ce club.

## Championnat de Division 1
Le FC Mulhouse termine à la vingtième place du championnat, soit dernier. La plus large victoire à domicile du club est le match de la quatrième journée joué face à Toulon et gagné 4-0. La plus large défaite du club est lors du match Toulouse-Mulhouse de la première journée, perdu 3-0. Lors du match Mulhouse-Lyon, huit buts sont inscrits en tout.
Cette saison a la particularité de ne jamais avoir vu le club s'imposer à l'extérieur.

### Résultats
| Adversaire         | Résultat domicile | Résultat extérieur |
| AJ Auxerre         | 2-1               | 3-1                |
| Bordeaux           | 0-0               | 1-0                |
| Brest Armorique FC | 2-0               | 2-0                |
| SM Caen            | 0-0               | 1-0                |
| AS Cannes          | 1-0               | 4-1                |
| Lille OSC          | 2-1               | 1-1                |
| Lyon               | 4-4               | 3-1                |
| Marseille          | 1-2               | 3-1                |
| FC Metz            | 2-2               | 1-1                |
| AS Monaco          | 1-1               | 0-0                |
| Montpellier HSC    | 2-0               | 3-3                |
| FC Nantes          | 0-2               | 3-2                |
| OGC Nice           | 1-0               | 2-0                |
| RC Paris 1         | 4-2               | 2-1                |
| Paris SG           | 1-0               | 1-0                |
| AS Saint-Etienne   | 1-2               | 3-0                |
| FC Sochaux         | 1-2               | 0-0                |
| SC Toulon          | 4-0               | 2-1                |
| Toulouse FC        | 1-0               | 3-0                |

### Classement
Le FC Mulhouse termine cette saison à la dernière place du championnat, avec 28 points, soit trois de moins que le dix-huitième, l'OGC Nice, soumis aux barrages de promotion-relégation, et cinq points de moins que le premier non-relégable: le Lille OSC. En outre, les Mulhousiens ont marqué 42 buts et en ont encaissé 58, ils sont détenteurs de l'anvant-dernière différence de buts.
| Rang | Équipe          | Pts | J  | G  | N  | P  | Bp | Bc | Diff |
| ---- | --------------- | --- | -- | -- | -- | -- | -- | -- | ---- |
| 16   | SM Caen         | 34  | 38 | 12 | 10 | 16 | 34 | 48 | -14  |
| 17   | Lille OSC       | 33  | 38 | 12 | 9  | 17 | 43 | 52 | -9   |
| 18   | OGC Nice        | 31  | 38 | 9  | 13 | 16 | 34 | 48 | -14  |
| 19   | Racing Paris 1  | 30  | 38 | 10 | 10 | 18 | 39 | 59 | -20  |
| 20   | FC Mulhouse (P) | 28  | 38 | 9  | 10 | 19 | 42 | 58 | -16  |

## Coupe de France
Le FC Mulhouse atteint les quarts de finale de la Coupe de France 1989-1990.
| Tour            | Date            | Équipe 1     | Résultat | Équipe 2         |
| --------------- | --------------- | ------------ | -------- | ---------------- |
| 32e de finale   | 18 février 1990 | FC Mulhouse  | 2-0      | CSO Amnéville    |
| 16e de finale   | 10 mars 1990    | FC Mulhouse  | 1-1      | RC Strasbourg    |
| 8e de finale    | nc              | FC Martigues | 0-2      | FC Mulhouse      |
| Quart de finale | nc              | FC Mulhouse  | 2-2      | AS Saint-Etienne |

## Légende
- Match gagné
- Match nul
- Match perdu